# 吉本陸上競技会

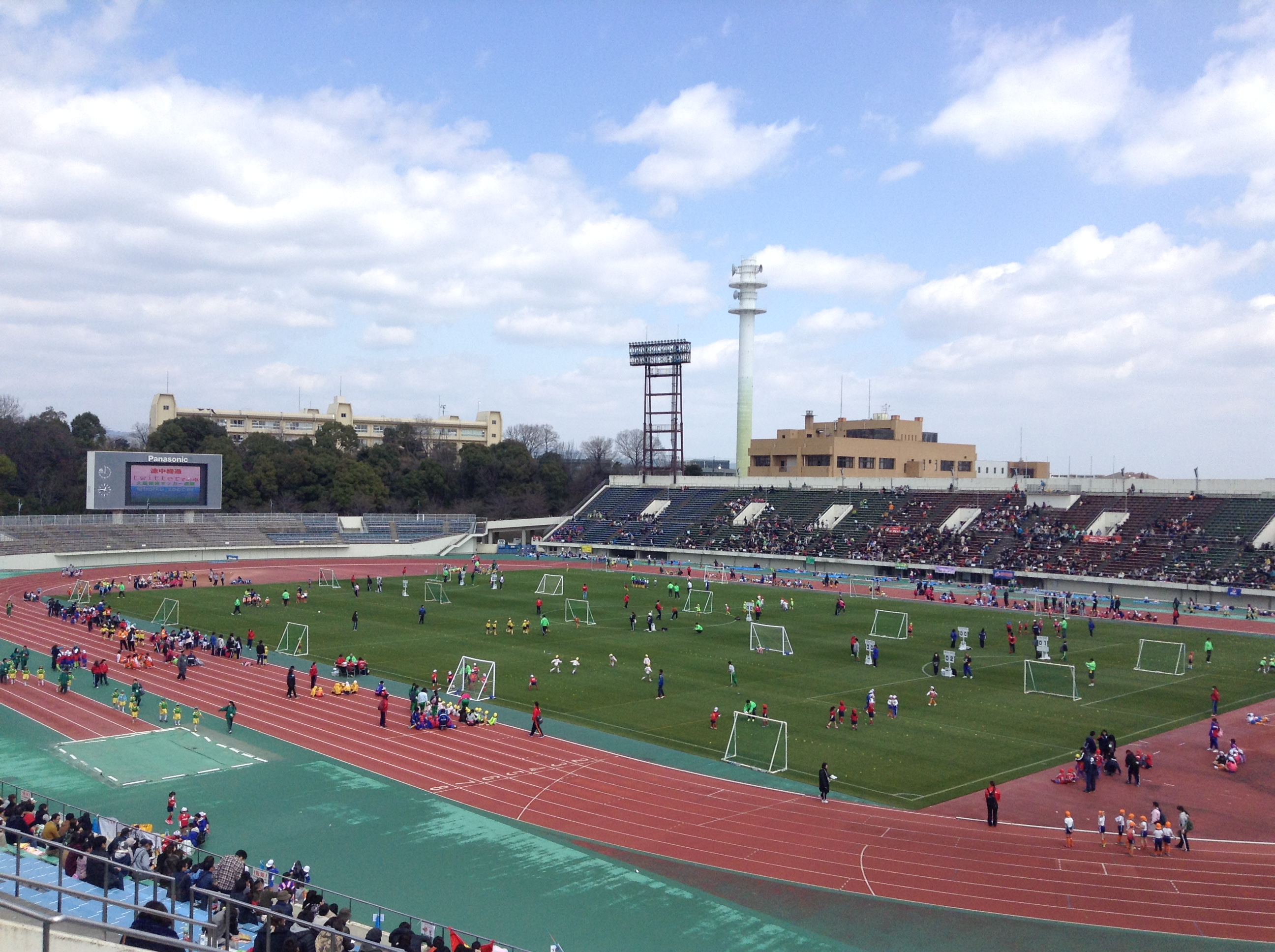
吉本陸上競技会の会場である大阪府吹田市の万博記念競技場

吉本陸上競技会（よしもとりくじょうきょうぎかい）とは、2001年から毎日放送（MBSテレビ）で放送されている特別番組。万博記念競技場をほぼ半日借り切っての事前収録で、主に吉本興業 所属の芸人がさまざまな陸上競技に挑んでいる。
2019年までは年1回のペースで収録と放送が続けられていたが、2020年以降は、新型コロナウイルス感染症の流行を踏まえて収録を見合わせている。

## 放送日
- 第1回：2001年10月10日
- 第2回：2002年10月27日
- 第3回：2003年11月2日
- 第4回：2004年10月31日
- 第5回：2005年10月30日
- 第6回：2006年10月29日
- 第7回：2007年10月13日
- 第8回：2008年12月6日
- 第9回：2009年11月1日
- 第10回：2010年11月11日 （木曜日、19:00 - 20:54、『吉本陸上競技会　ザ・ゴールデン』として放送）
- 第11回：2011年10月27日 （木曜日、19:00 - 20:54、『吉本陸上競技会　ザ・ゴールデン 2011』として放送）[2]
- 第12回：2012年10月24日 （水曜日、19:00 - 20:54、『吉本陸上競技会　ザ・ゴールデン 2012』として放送）[3][4]
- 第13回：2013年11月6日 （水曜日、19:00 - 20:54、『吉本陸上競技会　ザ・ゴールデン 2013』として放送）[5]
- 第14回：2014年11月5日（水曜日、19:00 - 21:54、『吉本陸上競技会ザ・ゴールデン 2014』として放送）[6]
- 第15回：2015年11月11日（水曜日、19:00 - 21:54、『吉本陸上競技会ザ・ゴールデン 2015』として放送）[7][8]
- 第16回：2016年11月16日（水曜日、19:56 - 21:54、『吉本陸上競技会ザ・ゴールデン 2016』として放送）[9]
- 第17回：2017年6月14日（水曜日、19:56 - 21:54、『吉本陸上競技会 THE GOLDEN 2017』として放送）[10]
- 第18回：2018年6月13日（水曜日、20:00 - 21:57、『吉本陸上競技会 THE GOLDEN 2018』として放送）
- 第19回：2019年7月24日（水曜日、20:00 - 21:57、『吉本陸上競技会 THE GOLDEN 2019』として放送）

MBSでは第9回まで、土曜日もしくは日曜日の昼間の時間帯に放送されていた。第10回・第11回には『スパモク!!』、第12回・第13回には『水トク!』（いずれもTBS系列の特別番組枠）を差し替えることによって、ゴールデンタイムに2時間の放送枠を確保。また、GAORAでも遅れ放送を実施している。
なお、MBS以外のTBS系列局では、CBCテレビが年始の番組として翌年1月第1週目に放送 している他、山陽放送（RSK）でも一部の回をMBSから遅れて放送（直近では第10回の放送を約1ヵ月半遅れの12月29日9:50 - 11:45で、第11回は約2ヶ月遅れの12月30日11:55 - 13:55で放送された）。2011年の第11回は、熊本放送（RKK）がMBSとの同時ネットで放送した。
2013年の第13回では、RSKのほかに、中国放送（RCC）・あいテレビ（ITV）・北陸放送（MRO）が年末に遅れネットを実施。ITVでは12月22日（日曜日）の14:00 - 15:54、RSKでは12月30日（月曜日）の7:00 - 8:55、MROが同日の12:50 - 14:55、RCCが12月31日（火曜日）の14:14 - 16:15にそれぞれ放送した。
2014年の第14回は、翌2015年の3月15日（日曜日）に、RCCで14:00 - 17:00に放送された。
2015年の第15回では、MBSが11月9日（月曜日）の24:59 - 25:44（翌10日の0:59 - 1:44）に、本編に続いて万博陸上競技場のフィールド上で収録した『いよいよ吉本陸上開幕 前前夜祭!』を関西ローカルで放送。本編に続いて浅越ゴエ・ヤナギブソン（いずれもザ・プラン9、リポーター）、玉巻映美（同年入社のMBSアナウンサー、会場アナウンス兼リポーター）、レイザーラモンRG（吉本芸人チームの選手代表）、武井壮（後述するスーパーアスリートチームの選手代表）が登場するとともに、過去14回の名場面ダイジェストや、第15回の見どころを収めた映像を放送した。
2017年の第17回からは、初夏（5月）に収録。第17回では、3名1組の3チームが1名の女性アスリートと競い合う「女子駅伝」や、野球好きを自認する芸人・タレントが武井と対決する「ロングスロー」（野球の硬球を使用した遠投競技）を初めて実施した。「芸人チーム」には、よしもとクリエイティブ・エージェンシー（当時）以外の芸能事務所に所属するタレントから初めて、浅井企画所属の稲村亜美が「助っ人」扱いで参加。上記の競技へ出場している。
2018年の第18回以降は、MBSテレビ制作番組の出演者が参加するチームと、当該番組へレギュラーで出演しない芸人を集めたチームによる対抗戦を実施。2019年の第19回では、「吉本陸上競技会」というタイトルのまま、松竹芸能所属の芸人にも門戸を広げている。
2020年には、年頭から日本国内で新型コロナウイルスへの感染が拡大している影響で、競技会の開催と収録を見送った。MBSでは、過去の競技会の総集編として、『吉本陸上競技会2020　ザ・レジェンド　1002人が激走!衝撃名シーンBEST10』を12月26日（土曜日）の13:54 - 15:24に関西ローカルで放送。放送に際しては、陣内智則・ちゃらんぽらん冨好・浅越の出演による進行パートを万博記念公園のエントランスゾーンで収録するとともに、毎日放送アナウンサーの井上雅雄・福島暢啓がナレーションを担当した。2021年には、前年と同じ事情で競技会の開催と収録を見合わせたばかりか、関連番組も放送していない。

## 対戦形式
以下の項目より、出場選手の芸名・コンビ名は、出場時点での名称で表記。
- 第1回～第6回：紅組・白組による対抗戦
  - 男女選手による個人戦を主体に構成
- 第7回～第8回：4チーム（巨人チーム、小枝チーム、きよしチーム、阪神チーム）による対抗戦
  - 競技の前に、各チームのキャプテンが、男女ともに自分のチームに入れたい選手を指名。ドラフト会議形式でチーム分けを実施した。
    - 巨人チーム
      - キャプテン：オール巨人（第7回～第8回）
      - 第7回副キャプテン：ブラックマヨネーズ
      - 第8回副キャプテン：川島明（麒麟）、月亭八光

    - 小枝チーム
      - キャプテン：桂小枝（第7回～第8回）
      - 第7回副キャプテン：なだぎ武（ザ・プラン9）、小籔千豊
      - 第8回副キャプテン：サバンナ

    - きよしチーム
      - キャプテン：西川きよし（第7回～第8回）
      - 第7回副キャプテン：ケンドーコバヤシ、たむらけんじ
      - 第8回副キャプテン：なだぎ武、たむらけんじ

    - 阪神チーム
      - キャプテン：オール阪神（第7回～第8回）
      - 第7回副キャプテン：シャンプーハット
      - 第8回副キャプテン：小籔千豊、土肥ポン太
- 第9回：つっこみチームとボケチームによる対抗戦
  - 女性選手は出場せず、男性の漫才コンビを中心にチーム分け。個人戦主体の構成が復活。
    - ボケチーム
      - キャプテン：オール巨人

    - つっこみチーム
      - キャプテン：オール阪神
- 第10回～第17回：吉本芸人チームとスーパーアスリートチームによる対抗戦
  - 吉本芸人同士による従来のチーム対抗戦から、男性芸人を1つのチームにまとめたうえで、賞金総額100万円（1種目の勝利につき20万円）をめぐって複数の種目でスーパーアスリートチームと対戦する形式に変更。このため、芸人チームのキャプテン制度や個人表彰などが廃止された。
  - 第10回から、仮装（主にレイザーラモンRGやテンダラー・浜本[12]）でトラック競技に参加したり、フィールド競技では、試技前のインタビューで、ミニコントやものまねをする、ギャグをしながら、わざと失敗して笑いを取るための目的で参加する芸人が出演するようになった。
  - 第14回では、100m走と砲丸投げを対象に、テレビ番組への出演歴がない（または少ない）若手芸人限定の予選会（スーパールーキーオーディション）を本戦の前に収録。出演歴のなかったキンニクキンギョ・川畑が100m走、空手の全国大会への出場歴があるモンスーン・T@TSUが砲丸投げで本戦に進んだ。さらに川畑は、100m走予選第2組の1位で決勝に進んだことから、最終種目の400mリレーにも第2走者として出場した。
    - スーパーアスリートチーム
      - 第10回：曙太郎、エリック・ワイナイナ、安井敏樹（陸上短距離選手[13]）
        - 対決種目は、砲丸投げ、ハンデ付き100m走、ハンデ付き5kmマラソン、相撲バトルロワイヤル、400mリレー。最終種目の400mリレーのみ、当番組解説の千葉真子もメンバーに加わった。

      - 第11回：エリック・ワイナイナ、ボビー・オロゴン、木下典明（アメリカンフットボール選手）、池谷直樹
        - 対決種目は、ハンデ付き100m走、砲丸投げ、ハンデ付き5kmマラソン、走り高跳び、400mリレー。最終種目の400mリレーでは、池谷→ボビー→ワイナイナ→木下の順に100mずつ走った。

      - 第12回：エリック・ワイナイナ、ピーター・アーツ、武井壮（元十種競技選手、放送時点で十種競技100m走日本記録保持者）[3]
        - 対決種目は第11回と同じ。最終種目の400mリレーでは、アーツ（100m)→ワイナイナ（200m）→武井（100m）の順に走った。

      - 第13回：エリック・ワイナイナ、武井壮、ボブ・サップ、佐藤弘道
        - 対決種目は第11回と同じ。最終種目の400mリレーでは、佐藤→ワイナイナ→ボブ・サップ→武井の順に100mずつ走った。また、ハンデ付き5kmマラソンのみ、武井が解説陣に加わっている。

      - 第14回：琴欧洲親方、エリック・ワイナイナ、武井壮、秋本真吾（放送時点で男子200mハードルのアジア記録を保持）、津田シェリアイ（2011年のジュニアオリンピックで優勝した女子走り高跳び選手[14]）
        - 秋本は「武井からの刺客」としてサプライズ出演。最終種目の400mリレーでは、津田→ワイナイナ→秋本→武井の順に100mずつ走った。

      - 第15回：ダンテ・カーヴァー、小川直也、エリック・ワイナイナ、武井壮、秋本真吾、ヘンプヒル恵（京都府出身の女子七種競技選手[15]）
        - 最終種目の400mリレーでは、ヘンプヒル→ワイナイナ→秋本→武井の順に100mずつ走った。なお、武井が出場したのはこの種目のみで、他の種目中には解説陣に加わっていた。

      - 第16回：武井壮、渡辺潤一（2015年の世界マスターズ陸上競技選手権大会男子4×100mリレー・M40クラス金メダリスト[16]）、猫ひろし、エリック・ワイナイナ、把瑠都
        - 最終種目の400mリレーでは、猫→ワイナイナ→渡辺→武井の順に100mずつ走った。武井はこの種目に加えて、新種目の2.25m走にも出場した。

      - 第17回：武井壮、塚原直貴、エリック・ワイナイナ、千葉真子
        - 最終種目の400mリレーでは、ワイナイナ→千葉→塚原→武井の順に100mずつ走った。武井はロングスロー、千葉は女子駅伝（いずれも新種目）にも出場。両者とも、出場しない競技では、放送席で解説役を務めていた。
- 第18回：実施種目はハンディキャップ5kmマラソン、男子100m走、2.25m走、（男女混成方式の）10km駅伝で、2.25m走と10km駅伝は5チーム（吉本陸上オールドチーム、吉本陸上ヤングチーム、ちちんぷいぷいチーム、土曜日チーム、戦え!スポーツ内閣チーム）による対抗戦。
  - 『ちちんぷいぷい』火曜日の本番前（2018年5月29日）に収録。大会史上初めて、一部の種目を番組対抗戦として実施した。
    - 吉本陸上オールドチーム
      - ちゃらんぽらん冨好、ワッキー（ペナルティ）、なかやまきんに君、浜本広晃（テンダラー）、八木真澄（サバンナ）、レイザーラモンHG、レイザーラモンRG、和田ちゃん（女と男）

    - 吉本陸上ヤングチーム
      - 福徳秀介（ジャルジャル）、ひょっこりはん、守谷日和、おばたのお兄さん、河野良祐（プリマ旦那）、福本愛菜（よしもと新喜劇の座員で元NMB48メンバー）、木崎太郎・櫻井健一朗（祇園）、新山士彦・石井誠ー（さや香）

  - 以下のチームに参加する選手のうち、◎印の芸人は、過去（第17回以前）の大会にも出場している。
    - 戦え!スポーツ内閣チーム（第10 - 17回までのスーパーアスリートチームに相当）
      - 武井壮（番組内での肩書は「議長」）、塚原直貴（「陸上大臣」）、青木愛（「アーティスティックスイミング大臣」、2008年北京オリンピックアーティスティックスイミング日本代表）、長谷川穂積（「ボクシング大臣」、元WBC3階級王者）、小林祐梨子（元・陸上中距離走および長距離走選手、女子陸上1500m日本記録保持者）、エリック・ワイナイナ

    - ちちんぷいぷいチーム
      - 河田直也、山中真（いずれも毎日放送アナウンサーで、過去に大会の総合司会を担当）、間寛平◎、くっすん（木曜コーナーレギュラー）、沢松奈生子（火曜パネラー、元プロテニス選手）、広瀬駿（気象キャスター、気象予報士）

    - 土曜日チーム
      - 秋山賢太（アキナ）◎、昴生・亜生（ミキ）◎（いずれも『せやねん!』レギュラー）、西川忠志◎（よしもと新喜劇の座員で西川きよしの長男）、宇都宮まき◎（よしもと新喜劇の座員で『せやねん!』にもレギュラー出演）、新名徹郎（よしもと新喜劇の座員）
        - 当初の発表では、トミーズ健と山名文和（アキナ、いずれも◎で『せやねん!』レギュラー）も、競技に出場する予定だった。実際には両名とも出場せず、健は解説に回った。
- 第19回：実施種目はハンディキャップ5kmマラソン、駅伝（いずれも男女混成方式）、400mリレー、男子100m走、男子砲丸投げで、最終種目の4×100mリレーのみ3チーム（吉本陸上チーム、スーパーアスリートチーム、タレントアスリートチーム）、10km駅伝のみ5チーム（吉本選抜チーム、吉本ネクストチーム、スーパーアスリートチーム、タレントアスリートチーム、ちちんぷいぷい&ミント!チーム）による対抗戦。
  - 2019年7月11日（木曜日）の『ミント!』（同年4月1日から『ちちんぷいぷい』の後枠で放送中の関西ローカル向けの総合情報番組）本番前および、翌12日（金曜日）に収録。『ミント!』の放送開始に伴って、前回出場のちちんぷいぷいチームを、11日収録の駅伝にのみ参加するちちんぷいぷい&ミント!チームに再編した。また、前回出場の戦え!スポーツ内閣チームをベースに、スーパーアスリートチームを2大会振りに結成した。
  - 吉本興業所属の芸人チームについては、駅伝のみ吉本陸上選抜チームと吉本陸上ネクストチームに分ける一方で、400mリレーでは吉本陸上選抜チームに集約。さらに、同社以外の芸能事務所（松竹芸能など）に所属するタレントが、タレントアスリートチームとして参加した。
    - 吉本陸上チーム（何らかの種目に出場していた吉本興業所属の芸人）
      - ちゃらんぽらん冨好、ワッキー（ペナルティ）、なかやまきんに君、八木真澄（サバンナ）レイザーラモンRG、尾形貴弘（パンサー）、和田ちゃん・市川くん（女と男）、岩橋良昌・兼光タカシ（プラス・マイナス）、瀬戸洋祐・ウーイェイよしたか（スマイル）、河野良祐（令和喜多みな実）、秋山賢太・山名文和（アキナ）、稲田直樹・河井ゆずる（アインシュタイン）、木崎太郎・櫻井健一朗（祇園）、新山士彦・石井誠ー（さや香）、守谷日和、 ひょっこりはん、福本愛菜、松浦景子、三秋里歩、しゅんしゅんクリニックP、伊丹祐貴（詳細後述）、サルイン、熊元プロレス・稲田美紀（紅しょうが）、たかのり・周平魂（ツートライブ）、兼近大樹・りんたろー。（EXIT）

    - スーパーアスリートチーム
      - 武井壮、長谷川穂積、小林祐梨子、エリック・ワイナイナ、猫ひろし、真壁刀義（新日本プロレス所属のプロレスラー）、清水宏保（元・男子スピードスケート選手）、加地亮（かつて万博陸上競技場を本拠地に使用していたガンバ大阪のOBで元・プロサッカー選手）、服部蓮太郎[17]（100m走男子小学生記録保持者）

    - ちちんぷいぷい&ミント!チーム（2019年4月改編以降の担当番組を記載、●は過去の大会でも総合司会やアシスタントなどを担当した毎日放送アナウンサー）
      - 山中真●（『ちちんぷいぷい』月・火曜MC）、大吉洋平●（『ミント!』月 - 金曜MC）、西村麻子●（『ミント!』月 - 水曜アシスタント）、くっすん（『ちちんぷいぷい』木曜コーナーレギュラー）、広瀬駿（『ちちんぷいぷい』『ミント!』火 - 金曜気象キャスター）

    - タレントアスリートチーム
      - 森脇健児、団長安田（安田大サーカス、いずれも松竹芸能所属）、森渉・金田朋子夫妻、小林よしひさ、梶原颯

## 総合司会
- 斎藤努（第1回）
- 野村啓司（第2回～第4回）
- 柏木宏之（第5回）
- 上泉雄一（第6回～第8回）
- 河田直也（第9回～第10回・第12回～第14回） 
  - 第18回では、ちちんぷいぷいチームの選手として、100m走と10km駅伝に出場。
- 山中真（第11回・第15回・第19回、第15回では「ランニングリポーター」として5kmマラソンの実況を兼務） 
  - 第18回では、ちちんぷいぷいチームの選手として競技（10km駅伝）に専念していた。第19回では、ナレーターを兼務したほか、ちちんぷいぷい&ミント!チームの選手として10km駅伝にも出場。
- 大吉洋平（第16回～第18回、第10回～第15回にはVTRナレーターを担当、第17回・第18回には総合司会とナレーターを兼務）
  - 第19回では、ちちんぷいぷい&ミント!チームの選手として、駅伝の出場に専念。

斎藤努以外は出演時点でMBSアナウンサー。

## その他の出演者
第19回時点
- 解説
  - 月亭八方
  - 月亭八光（第15回～第17回・第19回）
    - 初期の大会に選手として参加した後に、第11回までリポーター専任で出演。第13回から一時、リポーターと解説を兼務していた。

  - なるみ
  - 陣内智則（第17回～、第3回までは選手として出場）
  - たむらけんじ（第19回）
    - 第7回までは、選手兼リポーターとして登場。ダイジェスト番組では、「たむけんカメラ」で楽屋や食事風景を撮影した模様も放送していた。

  - メッセンジャーあいはら（第19回）
- 競技解説
  - 千葉真子（第7回～、産前産後休暇に伴う休演期間あり）
    - アスリートとしても、第10回で400mリレー、第17回で女子駅伝に参加。第19回では、駅伝限定で解説を担当した。

  - 武井壮（第13回～第17回・第19回）
    - スーパーアスリートチームの選手として参加しない競技を対象に、解説役を務めた。第18回では、戦え!スポーツ内閣チームの選手として競技に専念。第19回大会では、砲丸投げの解説と、400mリレーのスーパーアスリートチームアンカーとしての登場にとどめていた。

  - 伊東浩司（第19回：男子100m走）
    - 男子100m走における日本最速記録（10秒00）を2018年まで19年間保持していた実績を背景に、大会と連動した直前ロケ企画では、男子100m走に出場するワッキーと伊丹の指導も担当した。

  - 坂本直子（第19回：マラソン）
- リポーター（「10km駅伝」では中継所のリポートを分担）
  - 浅越ゴエ（ザ・プラン9、第8回・第14回～第17回・第19回）
    - 第15回と第16回には、リポーターを務めながら、芸人チームのアスリートとして1種目ずつ出場（第15回：マスターズ100mハードル、第16回：2.5m走）。

  - ヤナギブソン（ザ・プラン9、第12回～第17回・第19回、第11回以前の大会では選手として出場）
  - 藤崎マーケット（トキ・田崎、第18回～、第17回までは選手として出場）
- スペシャルゲスト（開会宣言）
  - 西川きよし（第16回では「吉本陸上競技会会長」という肩書で登場）
- ゲストランナー
  - エリック・ワイナイナ
    - 第9回まで4.2195kmマラソン、第10回～第17回で5kmマラソンと400mリレーに登場した。第18回では'戦え!スポーツ内閣チームの選手として、5kmマラソンと10km駅伝に出場。第19回では、スーパーアスリートチームの選手として、5kmマラソンに専念した。

以下はいずれもMBSアナウンサー
- 実況
  - 井上雅雄（第12回～第15回・第17回～、第16回はナレーター専任）
- リポーター（場内アナウンスと5kmマラソンの給水係を兼務）
  - 藤林温子（第16回・第19回）
- ナレーター
  - 井上雅雄（第13回～）
  - 山中真（第19回～）

過去
- 解説
  - ハイヒールリンゴ
  - 大平サブロー（第10回では1選手として5kmマラソンに出場）
  - 西川忠志（第14回では1選手として100m走・走り高跳びの予選に出場）
  - 間寛平（第14回のみ、第11回では5kmマラソンのゲストとしてスターターを担当）
  - オール阪神（第15回～）
  - 宇都宮まき（第17回）
    - 解説役と並行しながら、選手として女子駅伝に参加していたが、第18回では土曜日チームの選手として競技に専念。
- 競技解説
  - 大林素子（第1回）
  - 高野進（第6回）
  - 浅尾美和（第15回）
- 実況
  - いずれも出演時点でMBSアナウンサー
    - 来栖正之（第1回～第11回）
    - 金山泉（第16回、第14回では「スーパールーキーオーディション」の進行を担当）
- リポーター
  - 小籔千豊（第8回～第12回、5kmマラソンの給水係も兼務）
- ナレーター
  - 大月勇（～第9回、担当時点でMBSアナウンサー）
- MBS女性アナウンサー（いずれも出演時点、リポーターや会場アナウンスを担当）
  - 石田敦子（第2回）
  - 西村麻子（第2回～第7回）
    - 第8回以降は大会から離れていたが、第19回大会にちちんぷいぷい&ミント!チームの選手として10km駅伝に出場。

  - 松本麻衣子（第7回）
  - 吉竹史 （第7回）
  - 斎藤裕美（第8回～第12回、第10回以降は5kmマラソンの給水係も兼務）
  - 豊崎由里絵（第13回・第14回、5kmマラソンでは給水係も兼務）
  - 玉巻映美（第15回・第17回～第18回）
    - 主にフィールド競技を実施していた第17回までは、「フィールドリポーター」という肩書で、会場のアナウンスも担当。第18回では、「10km駅伝」の中継所リポートも任された。

## 主な大会記録

### マラソン
万博陸上競技場のトラック・通路・外周道路をコースに利用。第9回では、ワイナイナ（3分半遅れでスタート）に抜かれた選手がその場で脱落する"4.2195kmマラソン"として開催。第10回以降は、第9回と同じ趣向ながら、トラック・通路・外周道路を2周する5kmのコースに延長した。
"ハンデマッチ5kmマラソン"として開催された第16回では、リオ・デ・ジャネイロオリンピック男子マラソンにカンボジア代表として出場した猫ひろしも、スーパーアスリートとして参加。スーパーアスリートチームへのハンディキャップとして、猫のスタートを芸人より2分、ワイナイナのスタートを芸人より3分遅らせた。さらに、芸人チームからの参加者が両者より1人でも先にゴールへ到達できれば、「芸人チームの勝利」とみなした。
- 第1回：西野亮廣（キングコング）
- 第2回：西野亮廣（キングコング）
- 第3回：西野亮廣（キングコング）
- 第4回：アキ（水玉れっぷう隊）
- 第5回：浜本広晃（ $10 ）
- 第6回：浜本広晃（$10）
- 第7回：※実施せず（4チームによる対抗戦のため）
- 第8回：※実施せず（4チームによる対抗戦のため）
- 第9回：ボブ（プルートボブ）
- 第10回：冨好真（ちゃらんぽらん）※出場芸人44名のうち唯一、3分30秒遅れでスタートのワイナイナに抜かれず、50歳で大会史上最年長優勝。
- 第11回：エリック･ワイナイナ ※出場芸人39名は全員脱落。前回優勝の冨好も、3分15秒遅れでスタートのワイナイナに残り100mで抜かれた。
- 第12回：なかやまきんに君※出場芸人40名のうち唯一、3分30秒遅れでスタートのワイナイナに0.02秒差で勝利。
- 第13回：冨好真（ちゃらんぽらん）※出場芸人35名のうち唯一、3分30秒遅れでスタートのワイナイナに0.38秒差で勝利。第1回からの13回連続出場で大会新記録（当時）の18分57秒6を記録するとともに、53歳で優勝したことから、第10回で達成したこの種目での大会史上最年長優勝記録も更新した。
- 第14回：エリック・ワイナイナ　※出場芸人32名は全員脱落。最後まで粘った福徳秀介（ジャルジャル）も、3分30秒遅れでスタートのワイナイナに残り100mで抜かれたため、芸人チームは3連覇を逃した。
- 第15回：十手リンジン（十田・西手）、冨好真（ちゃらんぽらん）、河野良祐（プリマ旦那） ※史上初めて、出場芸人32名から、複数の芸人（4名）がワイナイナ（3分30秒遅れでスタート）とのリードを保ったままゴール。先頭でゴールに到着したのは、「スーパールーキーオーディション」から選ばれた十手リンジン（奈良県住みます芸人）の十田だった。
- 第16回：猫ひろし　※出場芸人28名は全員脱落。最後まで残ったクラスメイト・伊丹が残り200mで猫に抜かれたため、伊丹の後方を走っていたワイナイナが、2位でゴールへ到達した。
- 第17回：河野良祐（プリマ旦那）　※女性選手が全員「女子駅伝」へ参加した関係で、出場芸人は16名に減少したが、河野とイギータ上野がワイナイナより先にゴール。河野のゴールタイムは19分32秒であった。
- 第18回：エリック・ワイナイナ（戦え!スポーツ内閣チーム） ※ワイナイナに第17回までと同じ条件が課せられたにもかかわらず、他チームから出場した20名の男性選手は全員脱落。最後まで食い下がった吉本芸人ヤングチームの福徳も、ゴールまで残り200m（トラック内）でワイナイナに追い抜かれた。
- 第19回：河野良祐（令和喜多みな実）　※大会と連動した直前ロケ企画で原晋（青山学院大学陸上競技部長距離ブロック監督）からランニングフォームの指導を受けた4名の男性選手（河野、冨好、祇園の木﨑・櫻井）や、3名の女性選手（松浦景子、紅しょうがの熊元・稲田）を含めた25名の吉本芸人が、3分遅れでスタートのワイナイナに挑戦。開催年（2019年）にコンビ名をプリマ旦那から令和喜多みな実に変えた河野と、クラスメイトの解散を経てよしもと新喜劇の座員に転じた伊丹が、ワイナイナの猛追を振り切った。河野のゴールタイムは大会新記録の18分46秒で、2位の伊丹とは1秒差、3位のワイナイナとは4秒差だった。

### 駅伝
第17回で実施された「女子駅伝」では、万博陸上競技場のトラック・通路・外周道路をコース（総距離2km）に使用するとともに、スーパーアスリートチームから出場する女性アスリート1名にハンデを設定。女性芸人・タレントを3名1組の3チームに分けたうえで、いずれかのチームの最終走者が駅伝形式で女性アスリートより先にゴールへ到達すれば、芸人チームの勝利とみなしていた。芸人・タレントで構成したチームのコースは3区構成で、1区と2区をそれぞれ500m、最終区間の3区のみ1kmに設定している。
- 1位：吉本新喜劇チーム（9分42秒＝1区：宇都宮まき→2区：松浦景子→3区：福本愛菜）
- 2位：ガッツチーム（9分43秒＝1区：ガンバレルーヤ・よしこ→2区：ガンバレルーヤ・まひる→3区：女と男・和田ちゃん）
- 3位：千葉真子（10分4秒＝スーパーアスリートチームから1人で出場したため他チームから1分遅れでスタート）
- 4位：プリティチーム（10分17秒＝1区：桜　稲垣早希→2区：カスターニャtantan!!・たまちぇる→3区：稲村亜美）

第18回では、駅伝競技を6区構成・チーム対抗形式の「10km駅伝」にリニューアル。2区と4区のみ1km、その他の区間を2kmに設定したほか、陸上競技場に隣接するサブグラウンド（砂地の400mトラック）をコースの一部に組み込んだ。また、出場チームに1名の女性選手を必ず入れることを条件に、2区を「女性専用区間」に指定。第17回までのスーパーアスリートチームを継承した戦え!スポーツ内閣チームには、「1区のスタートを他チームより3分30秒遅らせる」というハンディキャップを課した。
- 1位：吉本陸上オールドチーム（45分38秒＝1区：なかやまきんに君→2区：女と男・和田ちゃん→3区：テンダラー・浜本→4区：レイザーラモンHG→5区：サバンナ・八木→6区：ちゃらんぽらん冨好）　※1区から4区までは2位だったが、5区での逆転を経て、アンカーの冨好がデットヒートを展開した末に1秒差で優勝。
- 2位：吉本陸上ヤングチーム（45分39秒＝1区：ジャルジャル・福徳→2区：福本愛菜→3区：おばたのお兄さん→4区：ひょっこりはん→5区：守谷日和→6区：プリマ旦那・河野）
- 3位：戦え!スポーツ内閣チーム（45分57秒＝1区：長谷川穂積→2区：青木愛→3区：塚原直貴→4区：ワイナイナ→5区：武井壮→6区：小林祐梨子）　※1区から4区まではハンディキャップの影響で5位だったが、5区で4位に浮上すると、アンカーの小林が3位でゴール。
- 4位：ちちんぷいぷいチーム（50分49秒＝1区：間寛平→2区：沢松奈生子→3区：広瀬駿→4区：山中真→5区：くっすん→6区：河田直也）
- 5位：土曜日チーム（52分03秒＝1区：アキナ・秋山→2区：宇都宮まき→3区：ミキ・亜生→4区：西川忠志→5区：ミキ・昴生→6区：新名徹郎）

第19回では、コースの総距離を6.4kmに短縮するとともに、5区間の構成に変更。1区を1.2km、5区を2.2km、それ以外の区間を1km刻みで設定したうえで、4区を「女性専用区間」に指定した。コースについても、サブグラウンドを経由せずに、万博陸上競技場と太陽の塔の間を5名がかりで2往復するルートに変更。その関係で、EXPO'70パビリオンの前に第1・第2・第4中継所、太陽の塔の周辺に折り返し地点、競技場内にスタート地点・第3中継所・ゴール地点を設定した。1区のスタート時間については、吉本陸上選抜チーム、吉本陸上ネクストチーム、ちちんぷいぷい&ミント!チームの一斉スタートを基準に、タレントアスリートチームへ3分遅れスタート、スーパーアスリートチームへ3分30秒遅れスタートというハンディキャップを課していた。
- 1位：吉本陸上選抜チーム（24分54秒＝1区：伊丹祐貴→2区：ひょっこりはん→3区：ちゃらんぽらん冨好→4区：福本愛菜→5区：令和喜多みな実・河野）　※1区からトップの座を譲らないまま優勝。
- 2位：スーパーアスリートチーム（24分58秒＝1区：加地亮→2区：長谷川穂積→3区：清水宏保→4区：小林祐梨子→5区：猫ひろし）　※1区から4区まではハンディキャップの影響で5位ながら、4区の小林が1分半ほどタイムを縮めると、アンカーの猫ひろしが3人抜きを経て河野に4秒差まで迫った。
- 3位：ちちんぷいぷい&ミント!チーム（25分52秒＝1区：大吉洋平→2区：くっすん→3区：広瀬駿→4区：西村麻子→5区：山中真）　※1区から3位の座に終始したが、「日本一足の速い女性アナウンサー」という異名を持つ西村がタイムを1分近く縮める好走。総合司会の山中がアンカーを務めたため、この種目のみ、実況担当の井上雅雄が進行役を兼務した。
- 4位：タレントアスリートチーム（25分53秒＝1区：団長安田→2区：森渉→3区：小林よしひさ→4区：金田朋子→5区：森脇健児）　※3分のハンディキャップを課せられた影響で、1区からずっと4位だったが、3区の小林よしひさがタイムを1分近く縮めた。
- 5位：吉本陸上ネクストチーム（27分08秒＝1区：EXIT・兼近→2区：アキナ・山名→3区：さや香・石井→4区：三秋里歩→5区：祇園・木﨑）　※1区から4区まで2位で、1位と最大でも1分差にとどめていたが、5区の木﨑がアンカー勝負で大差を付けられた。

### 走り高跳び
- 第1回：※実施せず
- 第2回：梶原雄太（キングコング）
- 第3回：宇治原史規（ロザン ）
- 第4回：宇治原史規（ロザン）
- 第5回：宇治原史規（ロザン）
- 第6回：井上裕介（NON STYLE）
- 第7回：井上裕介（NON STYLE）
- 第8回：宇治原史規（ロザン）、井上裕介（NON STYLE）※いずれも145cmで1位
- 第9回～第10回：※実施せず
- 第11回：池谷直樹　※芸人チーム内の予選で大会タイ記録の145cmを跳んだ金田哲（はんにゃ）との間で、試技1回ずつの決勝を実施。
- 第12回：武井壮　※芸人チーム内の予選で最高記録（135cm）を出した福徳との間で、試技1回ずつの決勝を実施。自らの希望でハンディキャップ（2歩での助走）を付けた武井が145cmの跳躍に成功した。
- 第13回：福徳秀介（ジャルジャル）　※芸人チーム内の予選を1m30cmで勝ち抜いた福徳・金田・ワッキーが、陸上競技初体験の佐藤と対決。試技1回ずつの決勝を続けた結果、4人で大会史上最高の1m50cmの試技にまで至ったが、福徳のみ跳躍に成功して大会新記録を達成した。金田・ワッキー・佐藤も1m45cmまで跳躍に成功。
- 第14回：津田シェリアイ　※芸人チーム内の予選を1m40cmで勝ち抜いた金田・福徳と、自らの希望でハンディキャップ（5歩での助走）を付けた津田が、いずれも大会タイの1m50cmを記録。3人が大会最高記録の1m55cmに挑戦した結果、津田のみが跳躍に成功した。
- 第15回：ヘンプヒル恵　※芸人チーム内での予選では、1m30cmの試技を8人続けて失敗。この試技に成功したワッキーと福徳が、1m40cmの試技からヘンプヒルと対決した。ワッキーは1m45cmまで試技を成功させたが、1m50cmの跳躍に失敗したため、この跳躍を成功させたヘンプヒルが勝利。
- 第16回以降：※実施せず

### 男子100Mアンダー40
- 第1回：中川貴志（ランディーズ）※年齢制限なし
- 第2回：なかやまきんに君
- 第3回：なかやまきんに君
- 第4回：なかやまきんに君
- 第5回：なかやまきんに君
- 第6回：なかやまきんに君
- 第7回：レイザーラモンHG、ケン（水玉れっぷう隊）※2組に分けてチーム戦として実施
- 第8回：レイザーラモンHG、なかやまきんに君※2組に分けてチーム戦として実施
- 第9回：ワッキー（ペナルティ）

### 男子100Mオーバー40 （男子100Mシニアメジャー）
- 第1回：※実施せず
- 第2回：オール巨人
- 第3回：※実施せず
- 第4回：※実施せず
- 第5回：太平かつみ
- 第6回：オール巨人※100Mシニアメジャー
- 第7回：※実施せず（4チームによる対抗戦のため）
- 第8回：※実施せず（4チームによる対抗戦のため）
- 第9回：冨好真（ちゃらんぽらん）

### 男子100M（第10回以降）
第10回から第18回までは、年齢制限を撤廃したうえで、芸人チーム内で2組の予選を実施。予選上位の芸人がアスリートと決勝で対決。決勝では、芸人がアスリートより5m（第13回～第16回は7m、第17回以降は10m）前から走らせるというハンディキャップを入れていた。
- 第10回：安井敏樹
  - 予選でのタイムが上位6名以内の芸人および、出場選手最年長の坂田利夫とのハンデ戦として実施。
- 第11回：木下典明
  - 予選でのタイムが上位7名以内の芸人とのハンデ戦として実施。2位のワッキーとのタイム差は0.04秒だった。
- 第12回：武井壮
  - 予選でのタイムが上位6名以内の芸人および、ハイキングウォーキング・鈴木Q太郎とのハンデ戦であったにもかかわらず、11秒21で圧勝した。
- 第13回：武井壮
  - 予選でのタイムが上位6名以内の芸人および、2700・ツネとのハンデ戦に、アスリートを含めた大会史上最速記録（11秒01）で圧勝。全選手100mで実施された予選第2組では、大会に出場した芸人で初めて、ワッキーが11秒台のタイム（11秒96）を記録した。
- 第14回：秋本真吾
  - 予選でのタイムが上位6名以内の芸人および、「スーパールーキーオーディション」100m走で1位の川畑とのハンデ戦として実施。
- 第15回：クラスメイト・伊丹
  - 予選でのタイムが上位6名以内の芸人と、スタートの位置を2m後方に設定されたダンテ・カーヴァーによるハンデ戦として実施。「スーパールーキーオーディション」から勝ち上がった伊丹が、写真判定の末に、0.01秒差でダンテに勝利した。アスリートとの対決形式による決勝で、芸人がアスリートに勝利したのは初めての事例。
- 第16回：渡辺潤一
  - 予選でのタイムが上位6名以内の芸人および、スマイル・瀬戸洋祐とのハンデ戦に11秒47で勝利。
- 第17回：イギータ上野
  - 予選でのタイムが上位5名以内の芸人および、シード扱いのワッキーと庄司智春（品川庄司）と、自身の意思でスタートの位置を大会歴代最長の10m後方に設定した塚原とのハンデ戦として実施。テレビ番組初出演・大会初出場の上野が、大会歴代3位の好タイム（12秒11）で予選を1位で通過した末に、決勝で塚原に3秒差で勝利した。決勝で記録したタイムは、大会歴代最速の11秒95であった。
- 第18回：塚原直貴（戦え!スポーツ内閣チーム）
  - 吉本陸上オールドチームからワッキーとなかやまきんに君、吉本陸上ヤングチームから祇園・木崎とさや香・石井、ちちんぷいぷいチームから河田、土曜日チームからミキの2名が出場。塚原は第17回と同じハンデを設定したが、予選抜きの1本勝負の末に、12秒22というタイムで第17回の雪辱を果たした。
- 第19回：服部蓮太郎（スーパーアスリートチーム）
  - 服部が出場時点で中学1年生だったことから、吉本芸人とアスリートとの対決としては大会史上初めて、ハンディキャップ・予選抜きの1本勝負として実施。服部が11秒99というタイムで、自身より年上の吉本芸人7名に圧勝した。ちなみに、2位に入ったのは伊丹で、出場芸人で唯一の12秒台（12秒76）をマーク。

### 女子100M
- 第1回：尾崎小百合
- 第2回：未知やすえ
- 第3回：※不明
- 第4回：※不明
- 第5回：未知やすえ
- 第6回：未知やすえ
- 第7回：黒沢かずこ（森三中）
- 第8回：増田倫子（桜）
- 第9回以降：※実施せず（第14回までは女性選手が大会に出場せず）

## その他の競技
- 第1回：騎馬戦（団体戦）、走り幅跳び、綱引き（団体戦）、砲丸投げ、400mリレー（年代別）
- 第2回：障害物リレー、綱引き（団体戦）、砲丸投げ、400mリレー（年代別）
- 第3回：400mリレー（年代別）、30m馬跳び（団体戦）など
- 第4回：400mリレー（年代別）など
- 第5回：400mリレー（年代別）、紅白対抗騎馬戦（男女混合によるトーナメント戦）など
- 第6回：やり投げ、PK戦、6人7脚、男子100Mミドル（太平かつみが優勝）、男子100Mシニアマイナー（西川きよしが優勝）、400mリレー（年代別）
- 第7回：チーム対抗駅伝（年代・男女別）、きんに君に挑戦!ハンディキャップ100m走、100m競歩、騎馬戦（トーナメント形式の団体戦）、400mリレー（チーム対抗）
- 第8回：チーム対抗駅伝（年代・男女別）、100m競歩、騎馬戦（第7回と同じ）、400mリレー（チーム対抗）
- 第9回：砲丸投げ、タイマン綱引き、400mリレー
- 第10回：砲丸投げ、相撲バトルロワイヤル（いずれも曙との対決形式で実施）、400mリレー（吉本芸人選抜とスーパーアスリートチームによる対抗戦）
- 第11回：砲丸投げ（ボビー・オロゴンとの対決形式で実施）、400mリレー（吉本芸人選抜とスーパーアスリートチームによる対抗戦）
- 第12回：砲丸投げ（ピーター・アーツとの対決形式で実施）、400mリレー（吉本芸人選抜とスーパーアスリートチームによる対抗戦）
- 第13回：砲丸投げ（ボブ・サップとの対決形式で実施）、400mリレー（吉本芸人選抜とスーパーアスリートチームによる対抗戦）
- 第14回：砲丸投げ（琴欧洲との対決形式で実施）、走り幅跳び（競技未経験ながら助走の歩数を芸人チームの半分の6歩に設定した秋本との対決形式で実施）、400mリレー（吉本芸人選抜とスーパーアスリートチームによる対抗戦）
- 第15回：砲丸投げ（小川直也との対決形式で実施 → なかやまきんに君が勝利）、400mリレー（吉本芸人選抜とスーパーアスリートチームによる対抗戦）
- 第16回：砲丸投げ（把瑠都と芸人チーム1位・なかやまきんに君の対決形式で実施）、2.25m走（武井壮との対決形式で実施）、400mリレー（吉本芸人選抜とスーパーアスリートチームによる対抗戦）
- 第17回：ロングスロー（武井と芸人チーム1位・かまいたち濱家の対決形式で実施）、400mリレー（吉本芸人選抜が50秒98というタイムで55秒18のスーパーアスリートチームに圧勝）
- 第18回：2.25m走（戦え!スポーツ内閣チームから武井、吉本芸人オールドチームからワッキーとレイザーラモンRG、吉本芸人ヤングチームから守谷日和とさや香・新山、ちちんぷいぷいチームからくっすん、土曜日チームからミキ・亜生が出場。結果は武井が守谷を僅差でかわして優勝）
- 第19回：砲丸投げと400mリレーを実施。両種目とも、なかやまきんに君が「ザ・猫」、ペナルティ・ワッキーが「ミスター人間の父」（第18回で披露した「ミスター人間」から派生したキャラクター）、レイザーラモンRGが円広志に扮しながら出場した。
  - 砲丸投げでは、12名の吉本男性芸人による予選を勝ち抜いたなかやまきんに君が、スーパーアスリートチームの真壁と1投限りの決勝で対戦。なかやまが15m97を記録したのに対して、真壁は12m05にとどまった。
  - 400mリレーは、吉本芸人選抜チーム、タレントアスリートチーム、スーパーアスリートチームによる対抗戦として実施した。結果は以下の通り。
    - 1位：スーパーアスリートチーム（48秒32＝加地亮→長谷川穂積→服部蓮太郞→武井壮）
    - 2位：タレントアスリートチーム（51秒14＝小林よしひさ→団長安田→森渉→梶原颯）
    - 3位：吉本陸上選抜チーム（58秒34＝なかやまきんに君→サルイン→レイザーラモンRG→ペナルティ・ワッキー）
      - サルインはピン芸人で、大会前に実施された若手芸人向けのオーディションでトップのタイム（12秒21）を記録したことから、第2走者に抜擢。

### エキシビジョンマッチ
得点が付かない競技として、第7回～第9回に実施。第7回～第8回には、勝利チームの全選手のみ、昼食に高級食材が振る舞われた。
- 第7回：タライ陸上!ショートストップ!
- 第8回：The Jump Rope チーム対抗大縄跳び対決
- 第9回：キャラ30m走

第15回では、当大会の初期から活躍しているアラフォー（40歳前後）の男性芸人7名と秋本とのハンデ戦による「マスターズ100mハードル」 を実施したところ、シャンプーハットこいでが優勝した。ただし、勝利チームに賞金20万円を進呈する他の種目と違って、優勝者に賞品（食事券）を進呈。また、記録上はチームの勝敗に含めていなかった。
第17回では、「キャラクターマネーフラッグス」（あるキャラクターに扮した5人の芸人 が15m先に立てられた1本の旗を奪い合うビーチフラッグス形式の競技）を実施。最初に旗を取った「ミスター人間」（ペナルティ・ワッキー）には、旗に付けられた5万円が賞金として進呈された。ただし、スーパーアスリートチームから誰も出場しなかったため、記録上はチームの勝敗に含めていなかった。

## 優勝チーム
第1回～第6回と第9回では個人戦での総合点、第7回～第8回ではチーム対抗戦での総合点、第10回～第18回は勝利した種目の総数で決定。第19回では選出しなかった。
- 第1回：白組
- 第2回：白組
- 第3回：※不明
- 第4回：※不明
- 第5回：紅組
- 第6回：紅組
- 第7回：小枝チーム（2位：きよしチーム、3位：巨人チーム、4位：阪神チーム）
- 第8回：小枝チーム（2位：きよしチーム、3位：巨人チーム、4位：阪神チーム）
- 第9回：ボケチーム
- 第10回：スーパーアスリートチーム（ハンデ付き5kmマラソン以外の4種目で勝利。砲丸投げでは曙が優勝）
- 第11回：スーパーアスリートチーム（全5種目で勝利、砲丸投げではボビー・オロゴンが優勝）
- 第12回：スーパーアスリートチーム（ハンデ付き5kmマラソン・400mリレーでは敗北、砲丸投げではピーター・アーツが圧勝）
- 第13回：吉本芸人チーム（ハンデ付き5kmマラソン・走り高跳び・400mリレーで勝利、100m走では武井、砲丸投げではボブ・サップが圧勝）　※大会史上初めてスーパーアスリートチームに勝ち越し
- 第14回：スーパーアスリートチーム（全5種目で勝利、砲丸投げでは琴欧洲、走り幅跳びでは秋本が優勝）
- 第15回：スーパーアスリートチーム（マスターズ100mハードルを除く5種目のうち、100m走・走り高跳び・400mリレーで勝利）
- 第16回：スーパーアスリートチーム（全5種目で勝利、砲丸投げでは把瑠都、2.25m走では武井が優勝）
- 第17回：吉本芸人チーム（キャラクターマネーフラッグスを除く5種目のうち、武井が優勝したロングスロー以外の4種目で勝利）　※4勝1敗での優勝は大会史上初
- 第18回：戦え!スポーツ内閣チーム（10km駅伝以外の3種目で勝利）

## 個人表彰
第1回から第9回まで実施。第13回から、MVPのみ再び選出するようになった。

### MYP
「MYP」とは、もっとも吉本的なプレーヤーを意味する。
- 第5回：末成由美
- 第6回：藤本敏史 （FUJIWARA）
- 第7回：アキ（水玉れっぷう隊）、ライセンス藤原、ケンドーコバヤシ、たむらけんじ※騎馬戦での活躍に対して
- 第8回：ぼんちおさむ※第1回から出場を続けた功績に対して
- 第9回：池乃めだか※66歳ながらキャラ30m走で猫になり切ったことに対して

### 敢闘賞
- 第9回：ボブ（プルートボブ）※初出場ながら4.2195kmマラソンで優勝したことに対して

### MVP
- 第1回：なかやまきんに君
- 第2回：オール巨人
- 第3回：小出水直樹 （シャンプーハット）
- 第4回：アキ （水玉れっぷう隊）
- 第5回：宇治原史規 （ロザン）
- 第6回：浜本広晃 （$10）
- 第7回：※なし（4チームによる対抗戦のため）
- 第8回：※なし（4チームによる対抗戦のため）
- 第9回：ワッキー （ペナルティ）
- 第10回～第12回：※なし（スーパーアスリートチームと吉本芸人チームによる対抗戦に移行したため）
- 第13回：福徳秀介 （ジャルジャル）
- 第14回：なかやまきんに君
- 第15回：こいで（シャンプーハット）　
  - 芸人で唯一、マスターズ100mハードルで秋本に勝利したことに対する受賞（タイムは12秒71）。
- 第16回：ワッキー （ペナルティ）
- 第17回：河野良祐（プリマ旦那）[20]
- 第18回：ちゃらんぽらん冨好
  - 第1回から18回連続で出場していることや、「10km駅伝」で吉本芸人オールドチームの勝利に貢献したことに対する受賞。
- 第19回：河野良祐（令和喜多みな実）
  - ハンディキャップ5kmマラソンで優勝したほか、吉本陸上選抜チームのアンカーとして出場した駅伝でのチーム優勝に貢献。「プリマ旦那」からのコンビ名変更の由来にもなった令和時代初の大会であることにちなんで、2大会振り2回目の受賞に至った。

## 吉本興業からの主な出場選手
- 基本として関西ローカルの放送ながら、回を追うごとにベテラン男性勢および女性勢の出演が減る一方で、東京吉本所属の中堅・若手芸人が増えている。また、コンビやトリオなどの「ユニット」で活動する芸人から、1人だけ出場することも多い。
- 女性芸人は第9回以降、なるみが解説陣の一員として登場するだけにとどまっていた。しかし、第14回には、プロボクサーとしても活動する安田由紀奈が5kmマラソンで当大会へ初出場。第15回からは、女性芸人の出場を本格的に再開している。
- 第9回以降の大会では、なかやまきんに君が「キャプテンボンバー」や「きんにく侍」というキャラクター、ワッキーが競技中に変顔を随時披露。視聴者や他の出場芸人・出演者を笑わせる目的で、著名な人物・キャラクターに扮した格好で競技に出場する芸人（レイザーラモンRG、テンダラー浜本、守谷日和など）や、砲丸投げの投擲の瞬間の映像に奇妙な表情・ポーズで映り込む芸人（ワッキー、なかやまきんに君など）も相次いでいる。
- 以下では、出場時点での芸名・コンビ名で芸人を表記。ただし、スケジュールやコンディションなどの関係で、毎回出場するとは限らない。
- 第19回大会の時点で全大会に出場していたのは、ちゃらんぽらん冨好のみである。

### ア行
- アイロンヘッド
- アインシュタイン（稲田直樹のみ出場）
- アキナ（前身トリオのソーセージ時代にも出場）
- 浅香あき恵
- アジアン
- 池乃めだか
- 井上竜夫
- イギータ上野
- EXIT
- インパルス
- 烏川耕一
- 宇都宮まき
- 海原やすよ・ともこ
- ウーマンラッシュアワー
- 馬と魚
- 大木こだま・ひびき
- おかずクラブ（第15回の砲丸投げにゆいPのみ出場）
- オール阪神・巨人
- おばたのお兄さん
- オリエンタルラジオ
- 女と男

### カ行
- COWCOW
- カスターニャtantan!!（たまちぇるのみ出場）
- かつみ♥さゆり
- 桂きん枝
- 桂小枝
- かまいたち
- ガリガリガリクソン
- ガンバレルーヤ
- 麒麟
- 祇園
- ギャロップ
- キングコング
- 銀シャリ
- キンニクキンギョ（川畑のみ出場）
- くまだまさし
- クラスメイト（伊丹のみ→コンビ解散後は「伊丹祐貴」として出場）
- ケツカッチン
- ケンドーコバヤシ
- コメディNo.1
- 小籔千豊
- コロコロチキチキペッパーズ

### サ行
- 桜
- サバンナ
- サルイン
- さや香
- ザ・ぼんち
- ザ・プラン9
- しあつ野郎
- 品川庄司（庄司智春のみ出場）
- しましまんず
- シャンプーハット
- しゅんしゅんクリニックP
- シルク
- GAG少年楽団
- 次長課長
- ジャルジャル
- ジョイマン
- 陣内智則（選手としては第3回まで出場）
- 末成由美
- すっちー
- ストリーク
- スーパーマラドーナ
- span!
- スマイル
- セルライトスパ（肥後のみ出場）

### タ行
- ダイアン
- 大自然
- たいぞう
- 大平サブロー
- 楽しんご
- Wヤング
- たむらけんじ
- ちゃらんぽらん冨好
- チュートリアル
- 千鳥
- 月亭八光
- ツートライブ
- 天津
- 天竺鼠
- テンダラー
- デニス（植野のみ出場）
- トータルテンボス
- 土肥ポン太
- トミーズ
- 友近

### ナ行
- 中田カウス・ボタン
- 中田なおき
- 中田はじめ
- 中山功太
- 長原成樹
- なかやまきんに君
- 新名徹郎
- 西川かの子
- 西川忠志
- 西川きよし
- 2700
- 2丁拳銃
- NON STYLE

### ハ行
- バイク川崎バイク
- 8.6秒バズーカー
- バッドボーイズ
- バッファロー吾郎
- はんにゃ
- バンビーノ
- パンクブーブー
- ピスタチオ
- ひょっこりはん
- ファミリーレストラン
- 福本愛菜（吉本新喜劇研究生時代の第17回から出場）
- 藤崎マーケット
- FUJIWARA
- フットボールアワー
- プラスマイナス
- ブラックマヨネーズ
- プルートボブ
- プリマ旦那→令和喜多みな実（「令和喜多みな実」への改名後は河野良祐のみ出場）
- 紅しょうが
- ペナルティ

### マ行
- 松浦景子
- 松浦真也
- マテンロウ（アントニーのみ出場）
- まるむし商店
- 三秋里歩
- ミキ
- Mr.オクレ
- 水玉れっぷう隊
- 未知やすえ
- 宮川大助・花子
- 三浦マイルド
- ミルクボーイ
- メッセンジャー
- メグマリコ
- もう中学生
- 森三中
- 守谷日和
- 諸見里大介
- モンスターエンジン

### ヤ行
- 安田由紀奈
- 野性爆弾
- 矢野・兵動（矢野のみ出場）
- ゆりやんレトリィバァ
- 吉田たち
- 吉田ヒロ
- 吉田裕

### ラ行、ワ行
- ライセンス
- ラニーノーズ
- ランディーズ
- リー5世
- レイザーラモン
- レギュラー
- ロザン
- 笑い飯

### 「スーパールーキーオーディション」へ出場
太字の選手のみ本戦へ出場

#### 第14回
100m走
- あいあかね（ガルシアのみ出場）
- ガオ～ちゃん
- 桂三語
- キンニクキンギョ・川畑
- クラスメイト（伊丹のみ出場）
- Z（上野のみ）
- マザー周
- 守谷日和
- ラフ次元・空

砲丸投げ
- カバと爆ノ介（カバ・爆ノ介とも出場）
- グイグイ大脇
- コロコロチキチキペッパーズ（ナダルのみ出場）
- モンスーン・T@TSU

#### 第15回
100m走
- クラスメイト・伊丹

5kmマラソン
- 十手リンジン（十田・西手）

## スタッフ

### 第19回のスタッフ
- 構成：武輪真人、友光哲也（友光→第19回）
- TM：喜多良平（MBS、第19回）
- TD / SW：上田一路（MBS、以前はCAM）
- VE：岩本和也
- CAM：松岡裕樹、岡田慎吾（共に第19回）
- MIX：中西進二（MBS）
- PA：馬場貴子
- LD：亀井純一郎（第19回）
- SLOW：大泉弘史（第19回）
- ENG（第19回）：袖垣竜也（第18回はCAM）、梶巻久仁彦（第18回はAUD）、澤田凱斗（第18回はCA）
- EED：北村真智子（MBS）、村井充
- CG：渕野由美（MBS）
- MA / 音効：山本大輔（第18回はMA / 効果）
- タイトル：浜松由衣、井上洸佑（井上→第19回）
- 美術進行：合六健二郎、山中宏華（山中→第19回）
- 協力：アスカプロダクション、アーチェリープロダクション、エキスプレス、関西東通（第10回〜、第1回は大阪東通、第2-9回は東通と表記）、サウンドエースプロダクション、福建社、放送映画、つむら工芸、往来スペース、柿本、TSP西日本（TSP→第19回）、カタウラ工芸、クラスタップ、京阪商会、劇団往来、高津商会、ツーピース、東京衣裳、日邦、長野かつら店、まいど、戯音工房、えむき（えむき→第16回〜、以前もMBS企画）、日本万国博覧会記念機構、万博記念競技場、関西陸上競技連盟、平成医療学園、ウエスト、ビーダッシュ（ビー→第19回）
- 編成：藤原大輔（MBS）
- 宣伝：水野愛美（MBS）
- デスク：西城栄里（MBS）
- AP：小林めい（よしもとクリエイティブ・エージェンシー、第16回はAP）、南沙織（よしもとブロードエンタテインメント）、上谷真璃、三島綾乃（南以降→第19回）
- FD：亀山陽平（MBS、第16,19回、第18回はD）、遠藤雄樹・海老桂介（MBS）、岩下岳周、尾崎洋仁、川西宏幸、吉田昌平（よしもとクリエイティブ・エージェンシー）、竹本明香、中井英雄、坂上諒、久世恵太、山下卓哉（竹本〜山下→よしもとブロードエンタテインメント）、松井大将、明智亮太、楠原宝子、鈴木啓太（明智〜鈴木→よしもとブロードエンタテインメント）、中村梨那、村上未希子（中村・村上→ビーダッシュ）、奥田香穂、大浦未来、飯岡未祐（奥田〜飯岡→よしもとブロードエンタテインメント）、中野有彩
- ディレクター：氏家聡志（MBS、第16,19回、第18回はFD）、津嶋綾菜・竹内成修・飯田充（MBS）
- チーフディレクター：平岡大希（MBS、第19回、第13回はAD）
- プロデューサー：木越健太（MBS、第19回）、清水涼平（MBS、第19回、第14回はD、第18回はCD）、坂口大輔（よしもとクリエイティブ・エージェンシー、第19回）、真鍋理恵（ゾフィープロダクツ）
- 制作協力：よしもとブロードエンタテインメント（第18回以降）
- 製作著作：吉本興業、MBS

### 過去のスタッフ
- 構成：ハスミマサオ、根宜利彰
- TM：永松良仁（MBS）、竹本友亮（MBS）
- TD / SW ：室谷佳宏（MBS）
- VE：上原英昭（MBS）、立石正治
- CAM：青木岳史、平井雅司、桂将太（桂→MBS、以前はTD/SW）、藤井智章
- MIX：田中聖二
- LD：漁野系（MBS）、大杉貴則、北田研二
- 収録（第16回）：石田良馬
- PA：北川浩康（MBS）、大北素志
- SLOW：阪本直人、蒲池洋史
- AUD：徳島聡志、河喜多正悟
- CA：大野由貴、福多駿一
- マルチコプター：工藤輝樹
- EED：岸本元博（MBS）
- タイトル：佐々木好一、才川真一、正冨大樹、鵜飼あゆみ
- 美術進行：天津知恵、竹内彩乃
- 衣装協力：デサント、TEIJIN MEN'S SHOP RACK、Eden、ZAMPA
- 編成：川原秋呼（MBS）
- 制作協力：アイ・ティ・エス（第7回まで）、ゾフィープロダクツ（第8回〜第17回）
- プロデューサー
  - MBS
    - 第6,7,11〜18回：新堂裕彦
    - 第?,9回：岸本孝博
    - 第9〜14回：渥美昌泰
    - 第18回：山内健太郎（以前はFD→総合演出）

  - よしもとクリエイティブ・エージェンシー
    - 第5回：新田敦生、井上淳
    - 第6,7回：松本啓邦、阪口知里
    - 第8,9回：藪内美賀
    - 第9回：坂詰徹
    - 第13回：田尻麻衣
    - 第14回：中澤晋弥
    - 第16回：嶋和也
    - 第18回：藤原真美（一時FD担当したことも）

  - ゾフィープロダクツ
    - 第9回：上田泰三
    - 第14回：紺田啓介
- 演出：長富剛（MBS、第6回）、太田圭介（MBS、第5回）
- ディレクター：京原雄介・日下真行（MBS）
- AP
  - 毎日放送
    - 第14回：松本みゆき

  - よしもとクリエイティブ・エージェンシー
    - 第5回：松本啓邦、牧里子、加地信之
    - 第8回：田井中晧介

  - よしもとブロードエンタテインメント
    - 第18回：新免奈々、百田咲子
- ディレクター
  - 第5回：内山賢一・小野智也・合田忠弘・松本真樹・林智也・中村武史（MBS）、北村崇（東通企画）、谷口仁則・谷垣和歌子（アイ・ティ・エス）
  - 第6回：合田忠弘・前田大助・中村武史・山田雅之（MBS）、谷垣和歌子・新谷洋介・木谷綾子（アイ・ティ・エス）
  - 第7回：合田忠弘・長富剛・富田慎・中村武史（MBS）、谷垣和歌子・新谷洋介（アイ・ティ・エス）
  - 第8回：中村武史・加老戸良徳・前田大助・長富剛・田中良（MBS）、竹山理恵（ユーロック）、景山輝之・田上佳世（ゾフィープロダクツ）
  - 第13回：森貴洋（MBS）、松本真樹（MBS企画）
  - 第14回：中山翔太（MBS）
  - 第16回：下濱大史・糊田裕（MBS）
  - 第18回：酒井紋茄（MBS）
- FD：原田昌彦・福本泰昌（MBS）、嘉納一貴・潮田尚久（MBS企画）、北村崇（東通企画）、細慶之、榑松佑真、安達澄子、藤原真美、佐藤麻衣子・山下純平（ゾフィープロダクツ）、前等、渡邉恒史、景山輝之、岩田充弘（前〜岩田→よしもとブロードエンタテインメント、岩田→以前はゾフィープロダクツ）、朝比奈夢花（朝比奈→第16回はAD）、杉本美夏、田中亜耶
- AD（第5〜7回） → AP（第8,9回）：真鍋理恵（アイ・ティ・エス｛第5〜7回｝→ゾフィープロダクツ）
- AD
  - 第5回：山田雅之・藤原大輔・吉田圭吾・尾本邦治・仁熊邦貴（MBS）、真鍋理恵（アイ・ティ・エス）
  - 第6回：尾本邦治・仁熊邦貴・平野哲也（MBS）、真鍋理恵（アイ・ティ・エス）
  - 第7回：平野哲也・松原謙介・多田裕介（MBS）、真鍋理恵・小林真未子・石田耕平・廣田弥生・越智勝也・金琴實・吉井大二郎・景山輝之・岩田隆彦（アイ・ティ・エス）
  - 第8回：小林雄志、多田裕介、清水涼平、越智勝也、金琴實、青木優子、橋本薫、小林真未子、平山崇、田又義英、柏本明日香
  - 第9回：宮田大、小林雄志（第8回〜）、山田陽輔、村島亘、田中理沙（第7回〜）、藤井智章、野堀高大、宮原啓仁、高橋滋己、池田貴彦、中井英雄、橋本薫、佐藤麻衣子、吾妻真由子
  - 第13回：成相宏明、平岡大希、三輪康博、岩田充弘、中西沙知、本郷悠有、山城成輝、浅川和也
  - 第14回：尹楊会、福地直太、高本慧、濱上佑太、並河由夏、藤井綾子、加島あずさ、金東炫、小林陽平、石本央菜
  - 第16回：渡邊美幸（MBS）、佐藤有那、明智亮太
- 衣装協力：Mizuno、Kaepa、CO Ca、Maple、TETE HOMME、SanJuan
- 協力：デジタルカラー、タイトルラボ、大槻衣裳、浪原靴店、すくらんぶる、南海ケータリングサービス、ニシ・スポーツ、ホテル日航大阪、ケーエヌ プランニング、トラッシュ、ギミック、ゴールドジム、東京光音、三恵商会、MORE、K'IDS COMPANY、フェスタル関西、阪神急送、東通企画、多根総合病院